# Djebabra
Djebabra (în arabă جبابرة) este o comună din provincia Blida, Algeria.
Populația comunei este de 3.403 locuitori (2008).